# Grace Clawson
Pour les articles homonymes, voir Clawson.
Vous pouvez aider à l'améliorer ou bien discuter des problèmes sur sa page de discussion.
- Il n'est pas vérifiable et peut contenir des informations totalement erronées. Il est fortement conseillé aux contributeurs d'étayer son contenu par des sources fiables. Sans cela, sa suppression pourrait être envisagée. (si vous venez d'apposer le bandeau, veuillez cliquer sur ce lien pour créer la discussion et en afficher les indications). (Marqué depuis mai 2025)
- Il peut contenir un travail inédit ou des déclarations non vérifiées. Vous pouvez l’améliorer en ajoutant des références. (Marqué depuis mai 2025)

- Archive Wikiwix
- Bing
- Cairn
- DuckDuckGo
- E. Universalis
- Gallica
- Google
- G. Books
- G. News
- G. Scholar
- Persée
- Qwant
- (zh) Baidu
- (ru) Yandex
- (wd) trouver des œuvres sur Wikidata

Vous pouvez aider à l'améliorer ou bien discuter des problèmes sur sa page de discussion.
- Il ne cite pas suffisamment ses sources. Vous pouvez indiquer les passages à sourcer avec {{référence nécessaire}} ou {{Référence souhaitée}}, et inclure les références utiles en les liant aux notes de bas de page. (Marqué depuis mai 2025)

- Archive Wikiwix
- Bing
- Cairn
- DuckDuckGo
- E. Universalis
- Gallica
- Google
- G. Books
- G. News
- G. Scholar
- Persée
- Qwant
- (zh) Baidu
- (ru) Yandex
- (wd) trouver des œuvres sur Wikidata

Grace McCalmont Clawson (née Taylor le 15 novembre 1887 et morte le 28 mai 2002 à l'âge de 114 ans et 194 jours) a été la doyenne des habitants des États-Unis et la doyenne de l'humanité en 2002, pendant quelques semaines.

## Biographie
Elle est née à Londres (Royaume-Uni), mais sa famille a ensuite émigré au Canada, à Montréal (Québec). Quand elle était adolescente, ses parents divorcèrent, puis elle se marie en 1917 avec Ray Clawson. Elle a eu deux filles, Violette et Gladys, et devient veuve en 1950. Elle a travaillé dans un bureau.
À l'âge de 95 ans, en 1982, Grace Clawson s'est installée aux États-Unis dans l'État de Floride, pour suivre sa plus jeune fille Gladys. Elle a survécu à ses deux filles Violette et Gladys (âgées respectivement, au moment de leurs morts, de 83 ans et de 79 ans). Elle a eu 5 petits-enfants, 14 arrière-petits-enfants et 11 arrière-arrière-petits-enfants[réf. nécessaire].